# Helmut Berger-Tuna
Helmut Berger-Tuna (* 7. Mai 1942 in Wien; † 30. September 2009) war ein österreichischer Opern-, Operetten-, Lied- und Konzertsänger (Bass).

## Leben
Helmut Berger-Tuna erlernte zunächst im elterlichen Betrieb den Beruf des Elektrotechnikers. Zugleich studierte er in seiner Geburtsstadt Gesang und Operndarstellung an der Musikakademie. Später erhielt er Gesangsunterricht (bei Franz Schuch-Tovini). 1969 debütierte er am Landestheater Linz als Lodovico in Otello. Drei Jahre später ging er als festes Ensemblemitglied an das Opernhaus von Graz. Von 1977 bis 2007 war er Ensemblemitglied der Staatsoper Stuttgart, wo er 1985 zum Kammersänger ernannt wurde.
Gastspiele führten ihn an die Opernbühnen von Wien, Frankfurt a. M., Karlsruhe, Barcelona, Dresden, Mailand, Hamburg, Oslo, Berlin, Paris, London, Los Angeles, Seattle, Tokyo etc., zu den Salzburger (UA: Baal von F. Cerha 1981) und Bregenzer-Festspielen sowie den Seefestspielen Mörbisch. Sein Repertoire umfasste ca. 90 Rollen des Bassfaches, u. a. Leporello (Don Giovanni), Osmin (Die Entführung aus dem Serail), Kezal (Die verkaufte Braut), Doktor Bartolo/Don Basilio (Der Barbier von Sevilla), Don Magnifico (La Cenerentola), Daland (Der fliegende Holländer), Fafner/Fasolt/Hunding (Der Ring des Nibelungen), König Heinrich (Lohengrin), Landgraf Hermann (Tannhäuser), Pogner (Die Meistersingen von Nürnberg).
Erfolge feierte er mit seiner Paraderolle des Ochs auf Lerchenau in Richard Strauss’ Oper Der Rosenkavalier, die er 207 mal sang. Er sang auch gerne Operetten. 1998 und 2000 war er Gast bei den Seefestspielen Mörbisch. Helmut Berger-Tuna war auch ein gefragter Lied- und Konzertsänger. Er hielt Meisterkurse an der Anton Bruckner Privatuniversität und gestaltete mehrere Benefiz-Galaabende. Er starb an den Folgen eines Herzversagens.

## Diskografie (Auswahl)
- Dantons Tod. Orfeo, 1983.
- La Fanciulla del West. RCA Victor, 1992.
- Feuersnot. ArtsMusic, 1999.
- Feuersnot. Ponto Recordings, 2005.

## Video (Auswahl)
- Der Zigeunerbaron. Vidioland, 2007.
- Simplicius Simplicissimus. Arthaus, 2007.
- Der Vogelhändler. Vidioland, 2008.